# Andorra na Letních olympijských hrách 2012
Andorra se v roce 2012 zúčastnila již dvacáté olympiády, z toho desáté letní. Reprezentovalo ji šest sportovců ve čtyřech sportech, avšak země stále čeká na svoji první medaili.

## Atletika
- Antoni Bernado
V maratonském běhu skončil na 74. místě s časem 2:28:34 (20:33 ztráty na vítěze).[1]
- Montserrat Pujol Joval
V úvodním kole v běhu na 100 m skončila celkově osmnáctá s časem 12,78 s, takže do dalších částí závodu nepostoupila.[2]

## Judo
- Daniel Garcia, váhová kategorie do 66 kg
V prvním kole porazil paraguayského reprezentanta Aceveda[3], v druhém kole ovšem nestačil na Španěla Uriarteho.

## Plavání
- Hocine Haciane
V rozplavbě disciplíny 200 m motýlek skončil celkově poslední s časem 2:06.37 (11.58 ztráty na vítěze), takže do dalších částí závodu nepostoupil.[4]
- Mónica Ramírez
V rozplavbě disciplíny 100 m znak skončila celkově 42. s časem 1:07.72 (9.04 ztráty na vítěze), do dalších částí závodu tak nepostoupila.[5]

## Sportovní střelba
- Joan Roca
V trapu skončil předposlední (33.) a nekvalifikoval se tedy do finále.[6]